# Charles Healy
Charles Louis Healy (ur. 4 października 1883 w Chicago, zm. ?) – amerykański piłkarz wodny, medalista olimpijski z Letnich Igrzysk 1904 w Saint Louis.
Razem z klubem Chicago Athletic Association zdobył srebrny medal w turnieju piłki wodnej.